# Вулиця Вільський Шлях (Житомир)
Вулиця Вільський Шлях — вулиця в Богунському районі міста Житомир. Назва вулиці походить від села Вільськ, дорогою до якого і була вулиця.

## Розташування
Початок вулиці розташований на Каракулях (частині Кокоричанки); ця місцевість також відома за неофіційною назвою Чулочка. Далі вулиця пролягає на теренах Соколової Гори, у тому числі на лівому березі річки Кам'янки — на Видумці[джерело?].

## Історія
Є частиною стародавнього шляху від Житомирського замку в напрямку Звягеля через Соколову Гору, Вільськ, Чортоліси. Внаслідок будівництва в 1850-х роках ділянки шосе «Київ — Брест-Литовськ», що в межах міста нині являє собою проспект Миру, старий поштовий шлях до Звягеля втратив своє значення й відтоді слугує як дорога до села Вільськ.
На початку другої половини ХІХ століття забудова шляху на Вільськ почала формуватися в районі слободи Каракулі (орієнтовно між нинішніми майданом Визволення та Індустріальною вулицею), а також вздовж шляху в селі Соколова Гора Житомирського повіту.
У другій половині ХІХ століття — на початку ХХ століття вздовж шляху на Вільськ здійснювалася садибна забудова хутору Видумка — на землях Левківської волості Житомирського повіту, між дорогою на Крошню (нині вулиця Тараса Бульби-Боровця) й Соколовським мостом. Продовжила формуватися забудова на початку шляху, де, зокрема, постала цегельня братів Бевензе на земельних ділянках, придбаних у старообрядців — мешканців хуторів Каракулі й Видумка.
У 1915 році шлях на Вільськ відомий як Старопоштова дорога.
До 1971 року частина вулиці на теренах Видумки та Соколової Гори розташовувалася за межами міста, на території Соколовогірської сільської (пізніше — селищної) ради, де була розділена дві вулиці: на лівому березі річки Кам'янки (на Видумці) мала назву вулиця Дружби; на правому березі річки Кам'янки — вулиця Боженка.
Станом на 1941 рік переважно сформувалася садибна житлова забудова вулиці у селі Соколова Гора, забудова північної сторони вулиці на Видумці та частково забудова в межах міста, на теренах колишнього хутора Каракулі. 
У 1941 —1942 рр. в межах міста (нинішній початок вулиці) вулиця відома як Старо-Вільська поштова вулиця; у 1958 році за нею закріплена назва Старопоштова вулиця.
У 1965 році Старопоштова вулиця перейменована на вулицю Максютова.
Станом на 1968 рік забудова вулиць Максютова (в межах міста), Дружби (на лівому березі Кам'янки в смт Соколова Гора) та Боженка (на правому березі Кам'янки в смт Соколова Гора) переважно сформована.
У 1971 році з включенням смт Соколова Гора до межі Житомира, вулиці Дружби та Боженка приєднані до вулиці Максютова. 
У 2016 році відповідно до розпорядження голови Житомирської ОДА вулиця Максютова була перейменована на вулицю Вільський Шлях.